# 柿安本店
株式会社柿安本店（かきやすほんてん、英: Kakiyasu Honten Co.,Ltd.）は、三重県桑名市に本社を置く食品メーカーである。

## 概要
精肉・惣菜・レストラン・食品・和菓子の5事業を主要事業としている。店舗ブランドとしても採用されている現社名は、創業者である赤塚安次郎が果樹園において柿を栽培しており「柿の安さん」「柿安」と評判になっていたことに由来するという。赤塚は1871年（明治4年）、三重県桑名川岸町（現在の桑名市）において現在の事業の礎となる牛鍋屋を開業した。1968年（昭和43年）11月、株式会社柿安本店として会社法人となり、現在に至っている。
文明開化の時流を捉え牛鍋店を創業した赤塚は、「進取の気性」と「匠の技」を原点とし、生産者とともに良質の牛肉づくり、牛鍋の味の決め手であるというタレづくり、店舗の雰囲気づくりに力を入れたという。特に店舗づくりにおいては、接客を担当する従業員に揃いの矢絣に深紅のたすきとその上から前掛けを着用させ江戸前の雰囲気を演出していたという。
精肉事業においては、生産・加工・販売の製販一貫体制をとり、牛個体管理システムにより、導入血統厳選・飼料・肥育においても管理を徹底している。主力の牛肉以外に豚肉として沖縄あぐ～豚や鹿児島黒豚プリンシャスポーク、鹿児島XX豚を開発。さらに鶏肉としては、一度絶滅した地鶏を復活させた天草大王や自然の中で純天然飼料を与えて育てるすくすく鶏などを開発している。
惣菜事業は、全国百貨店・ショッピングセンターのテナントとしての出店やロードサイド店舗によって展開している。店頭における調理工程演示で集客を行っている。
レストラン事業では、高品質の松阪牛を炭火あみ焼・すき焼・しゃぶしゃぶなどの様々な方法で調理した上で提供することでブランド化に成功している。事業は全国レベルで展開され、和・洋・中メニューのほか、中華を基本とした創作料理（上海柿安）やオリジナルハンバーグメニュー（炭火焼ハンバーグカキヤス）のような多彩な新規メニューを提供している。
食品事業の主力商品は牛肉しぐれ煮（柿安 料亭しぐれ煮）。しぐれ煮は250年程前から桑名に伝わる代表的な製法により製造されているという。
和菓子事業では、今でも昔ながらの手作りを守る。そのルーツは料亭（本店）で提供していたわらび餅であり、その後店舗販売として拡大したものであるという。

## 沿革
- 1871年（明治4年）11月 - 三重県桑名川岸町において赤塚安次郎により牛鍋店柿安として創業する[6]。
- 1968年（昭和43年）11月 - 三重県桑名市において株式会社柿安本店として法人化する[6]。
- 1972年（昭和47年）8月 - 主力商品である牛肉しぐれ煮の販売を開始する[6]。
- 1973年（昭和48年）8月 - 本社を桑名市江戸町に移転する[6]。
- 1978年（昭和53年）9月 - 牛肉しぐれ煮の製造工場しぐれセンターを桑名市安永に新設する[6]
- 1981年（昭和56年）9月 - 精肉加工工場ミートセンターを桑名市安永に新設する[6]。
- 1985年（昭和60年）11月 - 牛肉の産地直送拠点フレッシュセンターを桑名市安永に新設する[6]。
- 1987年（昭和62年）7月 - 惣菜類の製造工場デリカセンターを桑名市片町に新設する[6]。
- 1989年（平成元年）2月 - 本社を桑名市吉之丸（現本社）に移転する[6]。
- 1997年（平成9年）6月 - 株式を日本証券協会ジャスダックに店頭登録する[6]。
- 1998年（平成10年）4月 - 洋惣菜の店柿安ダイニング1号店をそごう千葉店に開設する[6]
- 2001年（平成13年）4月 - 中華惣菜の店上海デリ1号店を大丸東京店に開設する[6]。
- 2002年（平成14年）
  - 8月 - 和菓子の柿次郎1号店を名鉄百貨店に開設する[6]。
  - 12月 -  惣菜の路面店おかずや1号店を愛知県名古屋市名東区上社に開設する[6]。
- 2003年（平成15年）11月 - ビュッフェレストラン三尺三寸箸1号店を梅田HEPナビオに開設[6]。
- 2005年（平成17年）11月 - 和菓子の口福堂1号店をジャスコ木曽川店に開設する[6]。
- 2007年（平成19年）
  - 4月 - しゃぶしゃぶ・日本料理の柿安を名古屋市緑区滝の水に開設する[6]。
  - 8月 - 炭火焼ハンバーグカキヤス1号店をイオンナゴヤドーム前ショッピングセンター（現：イオンモールナゴヤドーム前）に開設する[6]。
  - 10月 - 中華ビュッフェレストラン上海柿安1号店をイオン大日ショッピングセンター（現：イオンモール大日）に開設する[6]。
- 2008年(平成20年)
  - 4月 - 障害者雇用への取り組みを開始する[6]。
  - 9月 - 和菓子の製造工場柿安スイーツファクトリーを桑名市陽だまりの丘に新設する[6]。
  - 9月 - 炭火焼ステーキ・すき焼・しゃぶしゃぶ柿安を東京都中央区銀座に開設する[6]。
  - 11月 - コーポレートブランド・店舗ブランドの再構築する[6]。
- 2009年（平成21年）
  - 3月 - 炭火焼ステーキ・すき焼・日本料理柿安を名古屋市中村区名駅に開設する[6]。
  - 6月 - 障害者雇用への取り組みを柿安ハートフルパートナーズと命名する[6]。
  - 9月 - 鹿児島県立鹿屋農高黒豚の販売を開始する[6]。
  - 11月 - 第1回「おもてなしの心」コンテストを開催する[6]。
- 2010年（平成22年）
  - 1月 - 柿安 牛めし1号店を大丸京都店に開設する[6]。
  - 4月 - 赤塚保名誉会長が藍綬褒章を受章する[6]。
  - 6月 - 第1回「料理コンテスト」を開催する[6]。
  - 9月 - グリル＆カレーカキヤス1号店を御在所SA（現EXPASA御在所）に開設[6]。
  - 9月 - 第1回「美し国　三重県フェア」開催[6]。
- 2011年（平成23年）
  - 3月 -  肉に特化した弁当店柿安をアミュプラザ博多に開設する[6]。
  - 3月 - 炭火焼 牛たん安次郎をイオン大高ショッピングセンター（現：イオンモール大高）に開設する[6]。
- 2012年（平成24年）
  - 1月 - 第1回「鹿児島うまかもんフェア」を開催する。
  - 5月 - フードコート業態であるグリルカキヤスを東京スカイツリータウン・ソラマチに開設する[6]。
  - 6月 - 第1回「加賀百万石うまいものフェア」を開催する。
- 2013年（平成25年）
  - 9月 - 第1回「アラスカシーフードフェア」を開催する。
  - 10月 - 東京本部の事業所を統合する。
  - 11月 - 新しい企業メッセージとして「おいしさ、育む。」を設定する。
- 2014年（平成26年）3月 - 和菓子の新業態である口福堂だんごをアルカード亀有に開設する。
- 2019年（平成31年/令和元年）
  - 2月 - 平成29年5月から平成30年4月の期間、下請事業者から「販売協力金」の徴収により下請金額を減額（5名から総額1515万8869円）していたことで、公正取引委員会から下請法違反の勧告を受けた[12]。
  - 11月 - 東京証券取引所第1部へ市場変更[13]。

## 主力製品・事業

### 精肉事業
- 松阪牛
- 柿安牛
- 黒毛和牛
- 沖縄あぐ～豚
- プレミアムあぐ～
- 鹿児島黒豚 プリンシャスポーク
- 鹿児島XX豚
- すくすく鶏
- 天草大王

### 惣菜事業
- KAKIYASU DINING （洋惣菜）
- Shang-hai DELI（中華惣菜）
- おかずや（和惣菜）
- 上海饅頭店
- 柿安 牛めし

### レストラン事業
- 炭火焼ステーキ すき焼 しゃぶしゃぶ「柿安」
- 三尺三寸箸
- 上海柿安
- 炭火焼ハンバーグカキヤス
- 炭火焼グリル カキヤス
- グリル＆カレー カキヤス
- グリルカキヤス
- 炭火焼 牛たん安次郎

### 和菓子事業
- 口福堂
- 口福堂だんご
- 柿次郎

### 食品事業
- 料亭しぐれ煮

## 主要事業所
- 本社 - 三重県桑名市吉之丸8番地
- 東京本部 - 東京都品川区西五反田8-1-14 最勝ビル
- 子会社 - 柿安グルメフーズ株式会社

## テレビ番組
- 日経スペシャル カンブリア宮殿 "挑戦してこそ伝統は守られる" 老舗企業のサバイバル術！（2014年5月1日、テレビ東京）[14]